# Rysare
Rysare syftar på en mycket spännande berättelse inom bland annat prosa eller film. Den innehåller ofta dramatiska inslag av typen mord eller spionage och kan även klassificeras som thriller (ofta gäller det Alfred Hitchcocks filmer) eller (mer sällan) skräckfilm. En rysare kan även handla om det övernaturliga, till exempel spöken, voodoo/svart magi eller djävulen.

## Liknande genrer
Det nyare spänningsfilmsbegreppet thriller är används ibland omväxlande om samma typ av filmer som rysare. Detta ord kommer av engelskans ord thrill, med betydelsen 'få att rysa av spänning'. Filmregissörer som Alfred Hitchcock har gjort karriär med filmer som har inslag av mord, spionage och starka skrämseleffekter, vilket fått hans filmer att både beskrivas som rysare, thrillers och skräckfilmer.

## Exempel på rysare
- Psycho (1960)[3]
- Det spökar på Hill House (1963)
- The Shining (1980)
- Poltergeist (1982)
- När lammen tystnar (1991)
- Sjätte sinnet (1999)
- Besatt (2005)
- The Mist (2007)